# Universität für Musik und darstellende Kunst Graz
Universität für Musik und darstellende Kunst Graz är ett universitet i Österrike.   Det befinner sig i Graz i förbundslandet Steiermark, 140 km sydväst om huvudstaden Wien. 